# Diana en haar Nimfen (Vermeer)
Diana en haar Nimfen, is een schilderij uit de zeventiende eeuw van de Hollandse meester Johannes Vermeer. Het behoort sinds 1876 tot de collectie van het Mauritshuis in 's-Gravenhage. Op de lijst staat nog de oudere titel Diana en haar gezellinnen weergegeven.

## Afbeelding
Op het schilderij zijn Diana en haar nimfen afgebeeld. In tegenstelling tot wat gebruikelijk was op schilderijen van Diana met nimfen is iedereen op dit schilderij gekleed. Voor het schilderij is ook geen literaire bron. Dat het toch om een schilderij met Diana gaat, blijkt uit de aanwezigheid van het maantje op het hoofd van een van de afgebeelde figuren en doorgaat als het vaste attribuut van Diana als symbool voor haar status als godin van de nacht. In het schilderij zijn volgens Vermeerdeskundige Arthur K. Wheelock jr. overeenkomsten te zien met werk van de kunstschilder Rembrandt, met name met het schilderij Bathseba met de brief van koning David, wat volgens hem als voorbeeld voor Diana gediend zou kunnen hebben. Daarnaast zijn Italiaanse, specifiek Venetiaanse, invloeden zichtbaar in bijvoorbeeld de lucht in blauw over een donkere laag, en de brede toets. In 1999 werd het schilderij onderzocht en gerestaureerd. Uit het onderzoek bleek dat de lichtblauwe lucht een latere toevoeging was en dat de donkere laag daaronder waarschijnlijk het werk van Vermeer was. De nieuwere verf werd niet verwijderd omdat dit het schilderij zou kunnen beschadigen, in plaats daarvan werd ervoor gekozen om de lucht met een donkerbruine kleur over te schilderen.
Voor het aanbrengen van de haren op het oor van de hond gebruikte Vermeer de achterkant van een penseel.

## Eigenaren en schilder
Omstreeks 1866 werd het schilderij voor 175 gulden aan de Haagse zakenman Neville Davison Goldsmid verkocht. Op 4 mei 1876, één jaar na Goldsmids dood, werd het schilderij in Parijs aan de Nederlandse staat verkocht. Het schilderij werd als een werk van Nicolaes Maes verkocht voor tienduizend Franse frank. Het werd namens Nederland gekocht door Victor de Stuers, referendaris voor de kunsten op het ministerie van Binnenlandse Zaken, en aan de collectie van het Mauritshuis toegevoegd. De directeur daarvan, J.K.J. de Jonge, was daar allesbehalve blij mee; hij vond de aankoopprijs aan de te hoge kant. Hoewel hij het kleurgebruik aantrekkelijk vond, had het schilderij volgens hem al veel van zijn oorspronkelijkheid verloren. In 1885 werd er voor het eerst getwijfeld over de maker van het schilderij en werd de naam aangepast naar die van de 'Delftsche Van der Meer'. Er bleef echter twijfel bestaan. Het Mauritshuis had namelijk van Vermeer ook zijn Gezicht op Delft in bezit en beide schilderijen wijken wat stijl en onderwerp betreft van elkaar af. In 1892 werd daarom door de dan directeur Abraham Bredius en zijn onderdirecteur Cornelis Hofstede de Groot overgegaan tot de 'spiritusproef'. Daardoor kwam aan het licht dat het monogram N.M. dat aan Nicolaas Maes was toegeschreven, daadwerkelijk vals was en gemaakt was uit wat over was van de weergave JVMeer. Bredius ontwaardde in het schilderij Italiaanse invloeden en dacht om die reden dat het ging om een werk van de in Utrecht geboren Jan Vermeer (ook Van der Meer), die in Italië was geweest, maar echt zeker was hij niet. In 1901 bezocht Bredius, samen met Wilhelm Martin, kunsthandel Forbes & Paterson in Londen. Hier hing Christus in het huis van Martha en Maria, dat zonder enige twijfel aan Johannes Vermeer werd toegeschreven. De stijl van dit schilderij bleek sterk overeen te komen met dat van Diana en haar Nimfen, maar het was Martin die ook sterke overeenkomsten zag met de De koppelaarster. Deze laatste overeenkomst was doorslaggevend en sindsdien wordt het schilderij Diana en haar Nimfen tot het oeuvre van Johannes Vermeer gerekend.
Diana en haar nimfen · Christus in het huis van Martha en Maria · De koppelaarster · Slapend meisje · Brieflezend meisje bij het venster · Het straatje · De soldaat en het lachende meisje · Het melkmeisje · Het glas wijn · Dame en twee heren · Onderbreking van de muziek · Gezicht op Delft · De muziekles · Brieflezende vrouw in het blauw · Vrouw met weegschaal · Vrouw met waterkan · De luitspeelster · Vrouw met parelsnoer · Schrijvende vrouw in het geel · Meisje met de rode hoed · Meisje met de parel · Het concert · Allegorie op de schilderkunst · Meisjeskopje · Dame en dienstbode · De astronoom · De geograaf · De kantwerkster · De liefdesbrief · De gitaarspeelster · Schrijvende vrouw met dienstbode · Allegorie op het geloof · Staande virginaalspeelster · Zittende virginaalspeelster
Omstreden toeschrijvingen: Sint Praxedis · Zittende vrouw aan het virginaal · Meisje met de fluit